# Генрих III де Бурбон-Конде
Генрих III де Бурбон-Конде (Анри-Жюль; фр. Henri Jules de Bourbon, prince de Condé, 29 июля 1643[…], Париж — 1 апреля 1709[…], Париж) — принц Конде с 1686 года, пэр Франции, первый принц крови. Герцог Энгиенский в 1646—1686 годах, герцог де Монморанси и герцог де Бурбон с 1686 года, герцог де Гиз с 1688 года.

## Биография
Анри Жюль родился в 1643 году, в семье Людовика II де Бурбона, принца де Конде, известного как Великий Конде.
Сразу же в день своего рождения был, крещён в церкви Сен-Сюльпис, где кардинал Мазарини выступил его крёстным.
На пять лет моложе короля, Генрих был единственным наследником огромного состояния и собственности Конде, включая Отель Конде и Шантийи. Его мать, принцесса Клара-Клеменция де Брезе, была племянницей кардинала Ришельё.
Первые три года своей жизни, когда его отец был герцогом Энгиенским, при дворе Генрих был известен как герцог д’Альбре.
После смерти своего деда Генриха II де Бурбон-Конде Анри-Жюль получает титул своего отца, герцога Энгиенского, который он носил до смерти его в 1686 году.
Впоследствии Фронды, вместе со своим отцом Анри-Жюль был сослан в Нидерланды и вернулся во Францию лишь после подписания Пиренейского договора.
Получив в наследство от своей матери (Бабушка Анри, Николь дю Плесси де Ришельё страдала психическим заболеванием), на протяжении большей части своей жизни Анри-Жюль был психически неуравновешенным. Страдал ликантропией, считая себя то собакой, то каким-то другим животным, чьим манерам он подражал. За всё это был прозван как «Безумный Конде».
Получив военную подготовку, в 1673 году он являлся командующим Рейнским фронтом и имел ещё другие звания. Однако это было лишь номинально, потому что Анри не хватало военных навыков, как у его отца. У никогда не было настоящего командования, король не мог доверять его уму.
Кандидатурой в невесты Анри рассматривалась Елизавета Маргарита Орлеанская, дочь Гастона, герцога Орлеанского. Однако брак не состоялся.
В декабре 1663 года состоялся брак Анри с Анной-Генриеттой, принцессой Пфальцской в часовне Лувра. Невеста являлась дочерью Эдуарда Пфальцского, пфальцграфа Зиммернского и Анны Марии Гонзага, известная своим политическим влиянием . Через своего отца Анна Генриетта являлась внучкой Елизаветы Стюарт (курфюрстина Пфальцская, королева Богемии, английская принцесса, дочь короля Якова I и VI, известная также как «Зимняя королева»).
Юная принцесса отличалась благочестивой, щедрой и благотворительной натурой. Многие при дворе хвалили её за очень благосклонное отношение к психически нестабильному, дурному и агрессивному мужу.
Анри Жюль, во время приступов гнева мог избить свою жену.
В браке у Анри и Анны Генриетты родилось 10 детей, из которых выжило 5.
У Анри также была внебрачная дочь от Франсуазы-Шарлотты де Монтале —Жюли де Бурбон, известная как Мадемуазель де Шатобриан. Узаконена в возрасте 25 лет в 1692 году.
После смерти своего отца, получив все наследственные земли и титулы, уже Генрих III, принц Конде поселился в Шантийи, наследственных землях своей бабушки — Шарлотты де Монморанси. Продолжал дела своего отца.
В 1688 году Анри смог присоединить к себе огромное состояние и герцогство последней представительницы рода герцогов де Гиз — Марии Лотарингской.
Генрих III де Бурбон-Конде, умер в апреле 1709 года. После его смерти титулы, должности и владения перешли единственному сыну — Людовику, ставший именоваться как Людовик III де Бурбон-Конде.

## Семья
В 11 декабря 1663 года в Париже он женился на Анне Баварской, принцессе Пфальцской (1648—1723), в этом браке родились:
- принцесса Мария Тереза де Бурбон (1 февраля 1666 — 22 февраля 1732), мадемуазель де Бурбон, сочеталась браком с принцем Франсуа Луи, принц де Конти, титулярная королева Польши;
- принц Анри де Бурбон (5 ноября 1667 — 5 июля 1670), герцог де Бурбон, умер в младенчестве;
- принц Луи де Бурбон (10 ноября 1668 — 4 марта 1710), герцог де Бурбон, принц де Конде, сочетался браком с принцессой Луизой Франсуазой де Бурбон;
- принцесса Анна де Бурбон (11 ноября 1670 — 27 мая 1675), мадмуазель д’Энгиен, умерла в младенчестве;
- принц Анри де Бурбон (3 июля 1672 — 6 июня 1675), граф де Клермон, умер в детском возрасте;
- принц Луи Анри де Бурбон (9 ноября 1673 — 21 февраля 1677), граф де Ла-Марш, умер в детском возрасте;
- принцесса Анна Мария де Бурбон (11 августа 1675 — 23 октября 1700), мадемуазель д’Энгиен, мадемуазель де Конде;
- принцесса Анна Луиза Бенедикта (8 ноября 1676 — 23 января 1753), мадемуазель д’Энгиен, мадмуазель де Шароле, сочеталась браком с принцем Луи Огюстом де Бурбоном, герцогом дю Мэном;
- принцесса Мария Анна де Бурбон (24 февраля 1678 — 11 апреля 1718), мадемуазель д’Энгиен, мадемуазель де Монморанси, сочеталась браком с принцем Луи Жозефом де Бурбоном, герцогом де Вандом;
- принцесса де Бурбон (17 июля 1679 — 17 сентября 1680), мадемуазель де Клермон, умерла в детском возрасте.

От Франсуазы Шарлотты де Монтале (1633—1718), графини де Маран, оставил внебрачную дочь:
- Жюли де Бурбон (1668—1710), мадемуазель де Шатобриан, официально узаконена в 1692 году; муж — Арман де Леспар (ум. 1738), маркиз де Лассе.